# Оем
Оем  (фр. Oyem) — город в Габоне, административный центр провинции Волё-Нтем и департамента Волё. Расположен на севере провинции на берегу реки Нтем.

## География
Город расположен на плато высотой около 910 м. Город является административным и транспортным центром близлежащих сельскохозяйственных территорий. Оем находится на расстоянии 411 км от столицы Габона, Либревиля.

## Климат
| Показатель                    | Янв. | Фев. | Март  | Апр.  | Май   | Июнь  | Июль | Авг. | Сен.  | Окт.  | Нояб. | Дек. | Год    |
| ----------------------------- | ---- | ---- | ----- | ----- | ----- | ----- | ---- | ---- | ----- | ----- | ----- | ---- | ------ |
| Средний суточный максимум, °C | 28,6 | 29,1 | 29,5  | 29,4  | 28,9  | 27,4  | 26,0 | 26,4 | 27,5  | 28,2  | 27,9  | 28,0 | 28,0   |
| Средняя температура, °C       | 23,7 | 24,0 | 24,1  | 24,1  | 23,9  | 23,0  | 21,9 | 22,0 | 22,9  | 23,3  | 23,1  | 23,1 | 23,3   |
| Средний суточный минимум, °C  | 18,9 | 18,8 | 18,7  | 18,9  | 18,8  | 18,6  | 17,8 | 17,6 | 18,3  | 18,4  | 18,3  | 19,1 | 18,6   |
| Норма осадков, мм             | 77,1 | 89,6 | 204,6 | 208,9 | 206,9 | 103,3 | 38,6 | 48,6 | 220,6 | 338,5 | 214,2 | 86,9 | 1837,8 |
| Источник: ,                   |      |      |       |       |       |       |      |      |       |       |       |      |        |

## История
Оем был назван в честь большого дерева, которое росло в окрестностях города. В 1990-х годах было изнасилованы и убиты несколько женщин из Корпуса мира, что послужило поводом усомниться в безопасности региона.
В марте 2004 года город был осаждён бешеными собаками, которые убили троих жителей. Городская администрация была вынуждена застрелить 50 бродячих собак.
В октябре 2004 года Оем пострадал от нехватки воды и отключения электричества. В декабре того же года была вспышка эпидемии брюшного тифа, которая распространилась по всему Северному Габону. В Оеме было зарегистрировано около 50 случаев заболевания.

## Экономика
Основными сельскохозяйственными культурами, выращиваемыми в Оеме, являются какао и кофе. Автомобильным транспортом они доставляются в порты Камеруна Криби и Дуала, откуда идут на экспорт в другие страны. Здесь производят также каучук и картофель.

## Услуги
В городе есть больница, две церкви, сельскохозяйственная школа, государственная средняя школа и таможня.

## Демография
| Год  | Население |
| ---- | --------- |
| 1993 | 22 404    |
| 2010 | 40 235    |
| 2013 | 60 685    |

## Города-побратимы
- Клермон-Ферран, Франция